# Copa Mundial de Hockey Masculino de 2018
La XIV Copa Mundial de Hockey Masculino se celebró en Bhubaneswar (India) entre el 28 de noviembre y el 16 de diciembre de 2018 bajo la organización de la Federación Internacional de Hockey (FIH) y la Federación India de Hockey.
Los partidos se realizaron en el Estadio Kalinga de la ciudad india. Compitieron en el evento 16 selecciones nacionales afiliadas a la FIH por el título mundial, cuyo anterior portador era el equipo de Australia, ganador del Mundial de 2014.
El equipo de Bélgica conquistó su primer título mundial al vencer en la final al equipo de los Países Bajos con un marcador de 3-2. El conjunto de Australia ganó la medalla de bronce en el partido por el tercer puesto contra el equipo de Inglaterra.

## Clasificación
| Competición                | Fecha                      | Sede                        | Plazas | Equipos clasificados                                  |
| -------------------------- | -------------------------- | --------------------------- | ------ | ----------------------------------------------------- |
| País anfitrión             | –                          | –                           | 1      | India                                                 |
| Liga Mundial (semifinal 1) | 15 – 25 de junio de 2017   | Londres ( Reino Unido)      | 5      | Inglaterra Malasia Canadá Pakistán China              |
| Liga Mundial (semifinal 2) | 8 – 23 de julio de 2017    | Johannesburgo ( Sudáfrica)  | 6      | Bélgica Alemania España Irlanda Nueva Zelanda Francia |
| Copa Panamericana          | 4 – 12 de agosto de 2017   | Lancaster ( Estados Unidos) | 1      | Argentina                                             |
| Campeonato Europeo         | 19 – 27 de agosto de 2017  | Ámsterdam · ( Países Bajos) | 1      | Países Bajos                                          |
| Copa de Oceanía            | 11 – 15 de octubre de 2017 | Sídney ( Australia)         | 1      | Australia                                             |
| Copa de Asia               | 12 – 22 de octubre de 2017 | Daca ( Bangladés)           | 0      | India                                                 |
| Campeonato Africano        | 22 – 29 de octubre de 2017 | Ismailía · ( Egipto)        | 1      | Sudáfrica                                             |
| TOTAL                      |                            |                             | 16     | 16                                                    |

1. ↑   El equipo de la India fue el campeón de la Copa de Asia, pero al estar ya clasificado como anfitrión, su plaza pasó al mejor equipo de las semifinales de la Liga Mundial aún no clasificado.

## Árbitros
El 19 de diciembre de 2017 fueron anunciados los 16 árbitros para este campeonato.
| País      | Árbitro            |
| --------- | ------------------ |
| Alemania  | Ben Göntgen        |
| Argentina | Diego Barbas       |
| Australia | Adam Kearns        |
| Bélgica   | Gregory Uyttenhove |
| Escocia   | Martin Madden      |
| España    | Francisco Vázquez  |
| India     | Raghu Prasad       |
| India     | Javed Shaikh       |

| País          | Árbitro          |
| ------------- | ---------------- |
| Inglaterra    | Dan Barstrow     |
| Malasia       | Eric Kim Lai Koh |
| Nueva Zelanda | Simon Taylor     |
| Nueva Zelanda | David Tomlinson  |
| Países Bajos  | Jonas van 't Hek |
| Polonia       | Marcin Grochal   |
| Singapur      | Lim Hong Zhen    |
| Sudáfrica     | Peter Wright     |

## Grupos
| Grupo A       | Grupo B    | Grupo C   | Grupo D      |
| ------------- | ---------- | --------- | ------------ |
| Argentina     | Australia  | Bélgica   | Países Bajos |
| Nueva Zelanda | Inglaterra | India     | Alemania     |
| España        | Irlanda    | Canadá    | Malasia      |
| Francia       | China      | Sudáfrica | Pakistán     |

## Fase preliminar
- Todos los partidos en la hora local de la India (UTC+5:30).

El primero de cada grupo pasa directamente a los cuartos de final; los segundos y terceros disputan primero un partido de clasificación.

### Grupo A
| Equipo        | J | G | E | P | GF | GC | DG | PTS |
| ------------- | - | - | - | - | -- | -- | -- | --- |
| Argentina     | 3 | 2 | 0 | 1 | 10 | 8  | +2 | 6   |
| Francia       | 3 | 1 | 1 | 1 | 7  | 6  | +1 | 4   |
| Nueva Zelanda | 3 | 1 | 1 | 1 | 4  | 6  | -2 | 4   |
| España        | 3 | 0 | 2 | 1 | 6  | 7  | -1 | 2   |

- Resultados

| Fecha | Hora  | Partido       | Partido | Partido       | Resultado |
| ----- | ----- | ------------- | ------- | ------------- | --------- |
| 29.11 | 17:00 | Argentina     | -       | España        | 4-3       |
| 29.11 | 19:00 | Nueva Zelanda | -       | Francia       | 2-1       |
| 03.12 | 17:00 | España        | -       | Francia       | 1-1       |
| 03.12 | 19:00 | Nueva Zelanda | -       | Argentina     | 0-3       |
| 06.12 | 17:00 | España        | -       | Nueva Zelanda | 2-2       |
| 06.12 | 19:00 | Argentina     | -       | Francia       | 3-5       |

### Grupo B
| Equipo     | J | G | E | P | GF | GC | DG  | PTS |
| ---------- | - | - | - | - | -- | -- | --- | --- |
| Australia  | 3 | 3 | 0 | 0 | 16 | 1  | +15 | 9   |
| Inglaterra | 3 | 1 | 1 | 1 | 6  | 7  | -1  | 4   |
| China      | 3 | 0 | 2 | 1 | 3  | 14 | -11 | 2   |
| Irlanda    | 3 | 0 | 1 | 2 | 4  | 7  | -3  | 1   |

- Resultados

| Fecha | Hora  | Partido    | Partido | Partido    | Resultado |
| ----- | ----- | ---------- | ------- | ---------- | --------- |
| 30.11 | 17:00 | Australia  | -       | Irlanda    | 2-1       |
| 30.11 | 19:00 | Inglaterra | -       | China      | 2-2       |
| 04.12 | 17:00 | Inglaterra | -       | Australia  | 0-3       |
| 04.12 | 19:00 | Irlanda    | -       | China      | 1-1       |
| 07.12 | 17:00 | Australia  | -       | China      | 11-0      |
| 07.12 | 19:00 | Irlanda    | -       | Inglaterra | 2-4       |

### Grupo C
| Equipo    | J | G | E | P | GF | GC | DG | PTS |
| --------- | - | - | - | - | -- | -- | -- | --- |
| India     | 3 | 2 | 1 | 0 | 12 | 3  | +9 | 7   |
| Bélgica   | 3 | 2 | 1 | 0 | 9  | 4  | +5 | 7   |
| Canadá    | 3 | 0 | 1 | 2 | 3  | 8  | -5 | 1   |
| Sudáfrica | 3 | 0 | 1 | 2 | 2  | 11 | -9 | 1   |

- Resultados

| Fecha | Hora  | Partido | Partido | Partido   | Resultado |
| ----- | ----- | ------- | ------- | --------- | --------- |
| 28.11 | 17:00 | Bélgica | -       | Canadá    | 2-1       |
| 28.11 | 19:00 | India   | -       | Sudáfrica | 5-0       |
| 02.12 | 17:00 | Canadá  | -       | Sudáfrica | 1-1       |
| 02.12 | 19:00 | India   | -       | Bélgica   | 2-2       |
| 08.12 | 17:00 | Bélgica | -       | Sudáfrica | 5-1       |
| 08.12 | 19:00 | Canadá  | -       | India     | 1-5       |

### Grupo D
| Equipo       | J | G | E | P | GF | GC | DG | PTS |
| ------------ | - | - | - | - | -- | -- | -- | --- |
| Alemania     | 3 | 3 | 0 | 0 | 10 | 4  | +6 | 9   |
| Países Bajos | 3 | 2 | 0 | 1 | 13 | 5  | +8 | 6   |
| Pakistán     | 3 | 0 | 1 | 2 | 2  | 7  | -5 | 1   |
| Malasia      | 3 | 0 | 1 | 2 | 4  | 13 | -9 | 1   |

- Resultados

| Fecha | Hora  | Partido      | Partido | Partido      | Resultado |
| ----- | ----- | ------------ | ------- | ------------ | --------- |
| 01.12 | 17:00 | Países Bajos | -       | Malasia      | 7-0       |
| 01.12 | 19:00 | Alemania     | -       | Pakistán     | 1-0       |
| 05.12 | 17:00 | Alemania     | -       | Países Bajos | 4-1       |
| 05.12 | 19:00 | Malasia      | -       | Pakistán     | 1-1       |
| 09.12 | 17:00 | Malasia      | -       | Alemania     | 3-5       |
| 09.12 | 19:00 | Países Bajos | -       | Pakistán     | 5-1       |

## Fase final
- Todos los partidos en la hora local de la India (UTC+5:30).

|  | Clasif. a cuartos    | Clasif. a cuartos    |              |              | Cuartos de final     | Cuartos de final     |            |              | Semifinales     | Semifinales     |  |  | Final           | Final           |
|  | 10 y 11 de diciembre | 10 y 11 de diciembre |              |              | 12 y 13 de diciembre | 12 y 13 de diciembre |            |              | 15 de diciembre | 15 de diciembre |  |  | 16 de diciembre | 16 de diciembre |
|  |                      |                      |              |              |                      |                      |            |              |                 |                 |  |  |                 |                 |
|  |                      |                      |              |              |                      |                      |            |              |                 |                 |  |  |                 |                 |
|  |                      |                      |              |              |                      |                      |            |              |                 |                 |  |  |                 |                 |
|  | Argentina            | 2                    |              |              |                      |                      |            |              |                 |                 |  |  |                 |                 |
|  | Argentina            | 2                    | Inglaterra   | 2            |                      |                      |            |              |                 |                 |  |  |                 |                 |
|  |                      | Inglaterra           | Inglaterra   | 2            | 3                    |                      |            |              |                 |                 |  |  |                 |                 |
|  | Nueva Zelanda        | Inglaterra           | 0            |              | 3                    | Inglaterra           | 0          |              |                 |                 |  |  |                 |                 |
|  | Nueva Zelanda        |                      | 0            |              |                      | Inglaterra           | 0          |              |                 |                 |  |  |                 |                 |
|  |                      |                      |              | Bélgica      | 6                    |                      |            |              |                 |                 |  |  |                 |                 |
|  | Alemania             | 1                    |              | Bélgica      | 6                    |                      |            |              |                 |                 |  |  |                 |                 |
|  | Alemania             | 1                    | Bélgica      | 5            |                      |                      |            |              |                 |                 |  |  |                 |                 |
|  |                      | Bélgica              | Bélgica      | 5            | 2                    |                      |            |              |                 |                 |  |  |                 |                 |
|  | Pakistán             | Bélgica              | 0            |              | 2                    | Bélgica              | 0 (3) P    |              |                 |                 |  |  |                 |                 |
|  | Pakistán             |                      | 0            |              |                      | Bélgica              | 0 (3) P    |              |                 |                 |  |  |                 |                 |
|  |                      |                      |              | Países Bajos | 0 (2)                |                      |            |              |                 |                 |  |  |                 |                 |
|  | Australia            | 3                    |              | Países Bajos | 0 (2)                |                      |            |              |                 |                 |  |  |                 |                 |
|  | Australia            | 3                    | Francia      | 1            |                      |                      |            |              |                 |                 |  |  |                 |                 |
|  |                      | Francia              | Francia      | 1            | 0                    |                      |            |              |                 |                 |  |  |                 |                 |
|  | China                | Francia              | 0            |              | 0                    | Australia            | 2 (3)      | Tercer lugar | Tercer lugar    |                 |  |  |                 |                 |
|  | China                |                      | 0            |              |                      | Australia            | 2 (3)      | Tercer lugar | Tercer lugar    |                 |  |  |                 |                 |
|  |                      |                      |              | Países Bajos | 2 (4) P              |                      |            |              |                 |                 |  |  |                 |                 |
|  | India                | 1                    |              | Países Bajos | 2 (4) P              |                      |            |              |                 |                 |  |  |                 |                 |
|  | India                | 1                    | Países Bajos | 5            |                      |                      | Inglaterra | 1            |                 |                 |  |  |                 |                 |
|  |                      | Países Bajos         | Países Bajos | 5            | 2                    |                      | Inglaterra | 1            |                 |                 |  |  |                 |                 |
|  | Canadá               | Países Bajos         | 0            |              | 2                    | Australia            | 8          |              |                 |                 |  |  |                 |                 |
|  | Canadá               |                      | 0            |              |                      | Australia            | 8          |              |                 |                 |  |  |                 |                 |

### Clasificación a cuartos de final
| Fecha | Hora  | Partido      | Partido | Partido       | Resultado |
| ----- | ----- | ------------ | ------- | ------------- | --------- |
| 10.12 | 16:45 | Inglaterra   | -       | Nueva Zelanda | 2-0       |
| 10.12 | 19:00 | Francia      | -       | China         | 1-0       |
| 11.12 | 16:45 | Bélgica      | -       | Pakistán      | 5-0       |
| 11.12 | 19:00 | Países Bajos | -       | Canadá        | 5-0       |

### Cuartos de final
| Fecha | Hora  | Partido   | Partido | Partido      | Resultado |
| ----- | ----- | --------- | ------- | ------------ | --------- |
| 12.12 | 16:45 | Argentina | -       | Inglaterra   | 2-3       |
| 12.12 | 19:00 | Australia | -       | Francia      | 3-0       |
| 13.12 | 16:45 | Alemania  | -       | Bélgica      | 1-2       |
| 13.12 | 19:00 | India     | -       | Países Bajos | 1-2       |

### Semifinales
| Fecha | Hora  | Partido    | Partido | Partido      | Resultado   |
| ----- | ----- | ---------- | ------- | ------------ | ----------- |
| 15.12 | 16:00 | Inglaterra | -       | Bélgica      | 0-6         |
| 15.12 | 19:00 | Australia  | -       | Países Bajos | 2-2 (3-4) P |

### Tercer lugar
| Fecha | Hora  | Partido    | Partido | Partido   | Resultado |
| ----- | ----- | ---------- | ------- | --------- | --------- |
| 16.12 | 16:30 | Inglaterra | -       | Australia | 1-8       |

### Final
| Fecha | Hora  | Partido | Partido | Partido      | Resultado   |
| ----- | ----- | ------- | ------- | ------------ | ----------- |
| 16.12 | 19:00 | Bélgica | -       | Países Bajos | 0-0 (3-2) P |

## Medallero
| Bélgica | Países Bajos | Australia |
| Florent van Aubel Gauthier Boccard Tom Boon Thomas Briels Cédric Charlier Félix Denayer Sébastien Dockier John-John Dohmen (R) Arthur Van Doren Loic Van Doren Simon Gougnard Alexander Hendrickx Nicolas De Kerpel Antoine Kina Loïck Luypaert Augustin Meurmans Arthur De Sloover Emmanuel Stockbroekx (R) Vincent Vanasch Victor Wegnez | Seve van Ass Sander Baart Billy Bakker Lars Balk Pirmin Blaak Thierry Brinkman Jorrit Croon Thijs van Dam Jonas de Geus Jeroen Hertzberger Robbert Kemperman Joep de Mol Mirco Pruijser Glenn Schuurman Sam van der Ven Valentín Verga Bob de Voogd Mink van der Weerden Sander de Wijn (R) | Daniel Beale Timothy Brand Andrew Charter Tom Craig Matt Dawson Blake Govers Jake Harvie Jeremy Hayward Tim Howard Tyler Lovell Trent Mitton Eddie Ockenden Flynn Ogilvie Matthew Swann Corey Weyer Jacob Whetton Dylan Wotherspoon Aran Zalewski |
| Shane McLeod (seleccionador) | Maximiliano Caldas (seleccionador) | Colin Batch (seleccionador) |

## Estadísticas

### Clasificación general
| 1. Bélgica       |
| 2. Países Bajos  |
| 3. Australia     |
| 4. Inglaterra    |
| 5. Alemania      |
| 6. India         |
| 7. Argentina     |
| 8. Francia       |
| 9. Nueva Zelanda |
| 10. China        |
| 11. Canadá       |
| 12. Pakistán     |
| 13. España       |
| 14. Irlanda      |
| 15. Malasia      |
| 16. Sudáfrica    |

### Máximos goleadores
| N.º | Nombre              | Selección    | Goles |
| --- | ------------------- | ------------ | ----- |
| 1   | Blake Govers        | Australia    | 7     |
| 1   | Alexander Hendrickx | Bélgica      | 7     |
| 3   | Gonzalo Peillat     | Argentina    | 6     |
| 4   | Marco Miltkau       | Alemania     | 4     |
| 4   | Timothy Brand       | Australia    | 4     |
| 4   | Tom Craig           | Australia    | 4     |
| 4   | Jeremy Hayward      | Australia    | 4     |
| 4   | Thierry Brinkman    | Países Bajos | 4     |

Fuente: 